# Hieracium mirantesianum
Hieracium mirantesianum es una especie de planta con flor del género Hieracium, de la familia Asteraceae, orden Asterales.

## Distribución
Hieracium mirantesianum se distribuye por España.

## Taxonomía
Fue descrita científicamente por Mateo, Egido y Gomiz.